# 新井葉月
新井 葉月（あらい はづき、6月12日 - ）は、日本の漫画家。広島県出身。ふたご座で、血液型はAB型。

## 来歴
1988年、漫画「MOVEMENT」が第6回なかよし新人まんが賞の佳作を受賞、講談社『なかよし』増刊『なかよしデラックス』夏の号に掲載されてデビューする。2002年末頃まで『なかよし』およびその増刊号で短編を中心とした作品を発表。6冊の単行本が刊行された。
2004年より、同じ『なかよし』関連誌出身である山名沢湖の紹介で、双葉社アクションピザッツ増刊『コミックハイ!』にて執筆。
デビュー時は中学生であり、学業と並行して、また大学卒業後は薬剤師として調剤薬局に勤務しながら執筆活動を続けた。

## 単著
- 講談社〈講談社コミックスなかよし〉
  - 『いちばんいい笑顔あげる!』1991年8月、ISBN 4061786954
    - いちばんいい笑顔あげる
    - 佐和子のラビリンス
    - へのへのもへじに恋してる
    - 弓道部ストーリー
    - MOVEMENT

  - 『心のスウィング』1993年2月、ISBN 4061787403
    - 心のスウィング
    - 3センチのプライド
    - ラブコールをアンコール

  - 『役立たずな神さま』1996年10月、ISBN 4061788469
    - 役立たずな神さま
    - 珈琲浪漫
    - ないしょのライブラリー
    - イブの花言葉
    - わたしのシューティングスター

  - 『ひまわりの伝言板』1998年7月、ISBN 4061788930
    - ひまわりの伝言板
    - ドキドキ。
    - Lesson.1
    - 夏休みには金魚すくい
    - 再会のヒケツ
    - やさしいタオル

  - 『はちみつ白書』1999年5月、ISBN 4061789155
    - はちみつ白書
    - いばら姫のユウウツ
    - ハリネズミのきもち
    - 書道のススメ
    - はあと通信
    - 星のてのひら

  - 『水曜日のスケッチ』2001年6月、ISBN 4061789406
    - 水曜日のスケッチ（原作：影山由美）
    - この手をほしがって
    - CALLIN'
    - ワタシはヒツジ
- 双葉社〈アクションコミックス〉
  - 『少女生理学』2004年11月、ISBN 4575830275
    - 四月の魚
    - 赤ずきん症候群
    - 犬とさくらんぼ
    - Little Fragrance
    - 瞳いっぱいの夏
    - 人魚姫未満

  - 『少女生理学 第2章』2006年2月、ISBN 4575831999
    - ポルノは少女を救う
    - やさしいひと
    - 水玉もよう 星もよう
    - あなたにドールなのです
    - 虹
    - まるごとフルーツ
    - 少女生理学

  - 『薬屋りかちゃん』
    1. 2007年3月、ISBN 9784575833379
    2. 2008年3月、ISBN 9784575834598

## イラスト
- 講談社X文庫ティーンズハート
  - 津原やすみ『あたしのエイリアン』シリーズ（1989-1996）
  - 津原やすみ『天使の見つけ方 教えて』（1994）
  - 津原やすみ『お菓子の家で恋がはじまる』（1996）
  - 津原やすみ『ささやきは魔法』（1996）
  - 橘もも『翼をください』（2000）
  - 橘もも『わたしたちの「翼」』（2001）

- 日本医師会治験促進センター
  - 『ねぇねぇ治験って知ってる？』2008年9月